# Olympische Sommerspiele 1952/Teilnehmer (Südafrikanische Union)
| Gelbes Symbol für Goldmedaillen mit stilisierten Olympischen Ringen | Graues Symbol für Silbermedaillen mit stilisierten Olympischen Ringen | Braundes Symbol für Bronzemedaillen mit stilisierten Olympischen Ringen |
| ------------------------------------------------------------------- | --------------------------------------------------------------------- | ----------------------------------------------------------------------- |
| 2                                                                   | 4                                                                     | 4                                                                       |

Die Südafrikanische Union nahm an den Olympischen Sommerspielen 1952 in der finnischen Hauptstadt Helsinki mit 64 Sportlern, 4 Frauen und 60 Männern, an 59 Wettkämpfen in 13 Sportarten teil.
Seit 1904 war es die zehnte Teilnahme eines südafrikanischen Teams an Olympischen Sommerspielen.

## Flaggenträger
Der Leichtathlet Schalk Booysen trug die Flagge Südafrikas während der Eröffnungsfeier im Olympiastadion.

## Medaillengewinner
Mit zwei gewonnenen Gold-, vier Silber- und vier Bronzemedaillen belegte das südafrikanische Team Platz 12 im Medaillenspiegel.

### Gold
| Name          | Sportart       | Wettkampf        |
| ------------- | -------------- | ---------------- |
| Esther Brand  | Leichtathletik | Hochsprung       |
| Joan Harrison | Schwimmen      | 100 Meter Rücken |

### Silber
| Name                   | Sportart       | Wettkampf                        |
| ---------------------- | -------------- | -------------------------------- |
| George Estman          | Radfahren      | 4000 Meter Mannschaftsverfolgung |
| Robert Fowler          | Radfahren      | 4000 Meter Mannschaftsverfolgung |
| Daphne Robb-Hasenjäger | Leichtathletik | 100 Meter Lauf                   |
| Raymond Robinson       | Radfahren      | Tandem                           |
| Tommy Shardelow        | Radfahren      | Tandem                           |
| Tommy Shardelow        | Radfahren      | 4000 Meter Mannschaftsverfolgung |
| Jimmy Swift            | Radfahren      | 4000 Meter Mannschaftsverfolgung |
| Theunis van Schalkwyk  | Boxen          | Halbmittelgewicht                |

### Bronze
| Name              | Sportart  | Wettkampf             |
| ----------------- | --------- | --------------------- |
| Leonard Leisching | Boxen     | Federgewicht          |
| Andries Nieman    | Boxen     | Schwergewicht         |
| Raymond Robinson  | Radfahren | 1000 Meter Zeitfahren |
| Willie Toweel     | Boxen     | Fliegengewicht        |

## Teilnehmer nach Sportarten

### Boxen
Fliegengewicht (bis 51 kg)
- Willie Toweel
1. Runde: gegen Kornel Molnár von den Ungarn durch Punktrichterentscheidung (3:0) durchgesetzt
2. Runde: gegen Alfredo Asuncion aus Philippinen durch Punktrichterentscheidung (2:1) durchgesetzt
Viertelfinale: gegen Han Su-An aus Südkorea durch Punktrichterentscheidung (3:0) durchgesetzt
Halbfinale: gegen Nathan Brooks aus den Vereinigten Staaten durch Punktrichterentscheidung (0:3) ausgeschieden
Rang 2

Bantamgewicht (bis 54 kg)
- Lennie von Graevenitz
1. Runde: gegen Pentti Hämäläinen aus Finnland durch Punktrichterentscheidung (2:1) durchgesetzt
2. Runde: gegen Ion Zlătaru aus Rumänien durch Punktrichterentscheidung (2:1) durchgesetzt
Viertelfinale: gegen Rómulo Parés aus Argentinien durch Punktrichterentscheidung (0:3) ausgeschieden
Rang 5

Federgewicht (bis 57 kg)
- Leonard Leisching
1. Runde: gegen Emmanuel Agassi aus dem Iran durch Punktrichterentscheidung (3:0) durchgesetzt
2. Runde: gegen Stevan Redli aus Jugoslawien durch Punktrichterentscheidung (3:0) durchgesetzt
Viertelfinale: gegen Leonard Walters aus Kanada durch Punktrichterentscheidung (3:0) durchgesetzt
Halbfinale: gegen Ján Zachara aus der Tschechoslowakei durch Punktrichterentscheidung (1:2) ausgeschieden
Rang 3

Leichtgewicht (bis 60 kg)
- Johnny van Rensburg
1. Runde: gegen Américo Bonetti aus Argentinien durch Punktrichterentscheidung (0:3) ausgeschieden
Rang 17

Halbweltergewicht (bis 63,5 kg)
- Alexander Webster
1. Runde: gegen Herbert Schilling aus den Deutschland durch Punktrichterentscheidung (3:0) durchgesetzt
2. Runde: gegen Peter Waterman aus Großbritannien durch Punktrichterentscheidung (3:0) durchgesetzt
Viertelfinale: gegen Charles Adkins aus Vereinigten Staaten durch Punktrichterentscheidung (0:3) ausgeschieden
Rang 5

Weltergewicht (bis 67 kg)
- Hendrik van der Linde
1. Runde: gegen Anwar Pasha Turki aus Pakistan durch technischen k. o. in der ersten Runde durchgesetzt
2. Runde: gegen Sergei Shcherbakov aus der Sowjetunion durch k. o. in der zweiten Runde ausgeschieden
Rang 9

Halbmittelgewicht (bis 71 kg)
- Theunis van Schalkwyk
1. Runde: Freilos
2. Runde: gegen Ebbe Kops aus Dänemark durch Punktrichterentscheidung (3:0) durchgesetzt
Viertelfinale: gegen Erich Schöppner aus Deutschland durch Punktrichterentscheidung (3:0) durchgesetzt
Halbfinale: gegen Boris Tischin aus der Sowjetunion durch Punktrichterentscheidung (3:0) durchgesetzt
Finale: gegen László Papp aus Ungarn durch Punktrichterentscheidung (3:0) durchgesetzt
Rang 2

Schwergewicht (bis 81 kg)
- Andries Nieman
1. Runde: gegen Edgar Gorgas aus Deutschland durch Punktrichterentscheidung (3:0) durchgesetzt
2. Runde: Freilos
Viertelfinale: gegen Algirdas Šocikas aus der Sowjetunion durch k. o. in der ersten Runde durchgesetzt
Halbfinale: gegen Ed Sanders aus den Vereinigten Staaten durch technischen k. o. in der zweiten Runde ausgeschieden
Rang 3

### Gewichtheben
Federgewicht (bis 60 kg)
- James van Rensburg
Finale: 285,0 kg, Rang 18
Militärpresse: 87,5 kg, Rang 12
Reißen: 87,5 kg, Rang 17
Stoßen: 110,0 kg, Rang 18

Leichtgewicht (bis 67,5 kg)
- Barrie Engelbrecht
Finale: 315,0 kg, Rang 13
Militärpresse: 95,0 kg, Rang 11
Reißen: 97,5 kg, Rang 12
Stoßen: 122,5 kg, Rang 13

Halbschwergewicht (bis 82,5 kg)
- Isadore Bloomberg
Finale: 327,5 kg, Rang 14
Militärpresse:105,0 kg, Rang 6
Reißen: 97,5 kg, Rang 17
Stoßen: 125,0 kg, Rang 14

Mittelschwergewicht (bis 90 kg)
- Theunis Jonck
Finale: 367,5 kg, Rang 8
Militärpresse: 112,5 kg, Rang 5
Reißen: 110,0 kg, Rang 11
Stoßen: 145,0 kg, Rang 9

### Leichtathletik

#### Frauen
100 m
- Edna Maskell
Vorläufe: in Lauf 12 (Rang 1) für die nächste Runde qualifiziert, 11,9 s (handgestoppt), 12,26 s (automatisch gestoppt)
Viertelfinale: ausgeschieden in Lauf 4 (Rang 5), 11,2 s (handgestoppt), 12,38 s (automatisch gestoppt)

- Daphne Robb-Hasenjäger
Vorläufe: in Lauf 10 (Rang 1) für das Viertelfinale qualifiziert, 11,9 s (handgestoppt), 12,16 s (automatisch gestoppt)
Viertelfinale: in Lauf 3 (Rang 1) für das Halbfinale qualifiziert, 12,0 s (handgestoppt), 12,19 s (automatisch gestoppt)
Halbfinale: in Lauf 2 (Rang 1) für das Finale qualifiziert, 11,9 s (handgestoppt), 12,13 s (automatisch gestoppt)
Finale: 11,8 s (handgestoppt), 12,05 s (automatisch gestoppt)
Rang 2

200 m
- Daphne Robb-Hasenjäger
Vorläufe: in Lauf 6 (Rang 1) für das Halbfinale qualifiziert, 24,4 s (handgestoppt), 24,58 s (automatisch gestoppt)
Halbfinale: in Lauf 1 (Rang 3) für das Finale qualifiziert, 24,4 s (handgestoppt), 24,60 s (automatisch gestoppt)
Finale: 24,6 s (handgestoppt), 24,72 s (automatisch gestoppt)
Rang 6

80 Meter Hürden
- Edna Maskell
Vorläufe: in Lauf 2 (Rang 2) für die nächste Runde qualifiziert, 11,6 s (handgestoppt), 11,80 s (automatisch gestoppt)
Halbfinale: ausgeschieden in Lauf 1 (Rang 5), 11,2 s (handgestoppt), 11,50 s (automatisch gestoppt)

Hochsprung
- Esther Brand
Finale: 1,67 m, Rang 1 
1,35 m: ausgelassen
1,40 m: ohne Fehlversuch gültig
1,45 m: ohne Fehlversuch gültig
1,50 m: ohne Fehlversuch gültig
1,55 m: ohne Fehlversuch gültig
1,58 m: ohne Fehlversuch gültig
1,61 m: ohne Fehlversuch gültig
1,63 m: mit einem Fehlversuch gültig
1,65 m: mit einem Fehlversuch gültig
1,67 m: mit zwei Fehlversuchen gültig
1,69 m: mit drei Fehlversuchen ungültig

Diskuswurf
- Esther Brand
Qualifikationsrunde: 34,18 m, Rang 20, ausgeschieden
1. Wurf: ungültig
2. Wurf: keine Weite
3. Wurf: 34,18 m

#### Männer
200 m
- Schalk Booysen
Vorläufe: in Lauf 11 (Rang 1) für die nächste Runde qualifiziert, 21,8 s (handgestoppt), 22,03 s (automatisch gestoppt)
Viertelfinale: ausgeschieden in Lauf 3 (Rang 4), 21,9 s (handgestoppt), 22,09 s (automatisch gestoppt)

400 m
- John Anderton
Vorläufe: ausgeschieden in Lauf 2 (Rang 5), 50,3 s (handgestoppt), 50,35 s (automatisch gestoppt)

- Louis van Biljon
Vorläufe: in Lauf 5 (Rang 2) für die nächste Runde qualifiziert, 48,1 s (handgestoppt), 48,31 s (automatisch gestoppt)
Viertelfinale: ausgeschieden in Lauf 3 (Rang 4), 48,5 s (handgestoppt), 48,63 s (automatisch gestoppt)

- Schalk Booysen
Vorläufe: ausgeschieden in Lauf 12 (Rang 4), 49,0 s (handgestoppt), 49,17 s (automatisch gestoppt)

1500 m
- Athol Jennings
Vorläufe: ausgeschieden in Lauf 3 (Rang 6), 3:55,4 min (handgestoppt), 3:55,69 min (automatisch gestoppt)

10.000 m
- William Keith
32:32,4 min
Rang 28

Marathon
- Wally Hayward
2:31:50,2 h
Rang 10

- William Keith
2:34:38,0 h
Rang 19

- Syd Luyt
2:32:41,0 h
Rang 11

400 m Hürden
- Peter Ronald Wilkie
Vorläufe: in Lauf 5 (Rang 1) für die nächste Runde qualifiziert, 54,5 s (handgestoppt)
Viertelfinale: ausgeschieden in Lauf 3 (Rang 5), 54,5 s (handgestoppt), 54,76 s (automatisch gestoppt)

4 × 400 m Staffel
- John Anderton, Louis van Biljon, Bill Chivell und Peter Ronald Wilkie
Vorläufe: ausgeschieden in Lauf 2 (Rang 5), 3:14,8 min (handgestoppt), 3:15,09 min (automatisch gestoppt)

Weitsprung
- Neville Price
Qualifikationsrunde: Gruppe B, 7,36 m, Rang 1, Gesamtrang 3, für Finale qualifiziert
1. Sprung: ungültig
2. Sprung: 7,11 m
3. Sprung: 7,36 m
Finalrunde: 6,40 m, Rang 11
4. Sprung: 6,40 m
5. Sprung: ungültig
6. Sprung: ungültig

### Moderner Fünfkampf
Einzel
- Harry Schmidt
Finale: 226 Punkte, Rang 50
Degenfechten: 20 Duelle gewonnen – fünf Remis, Rang 32
Pistolenschießen: 135 Punkte, 17 Treffer, Rang 48
Querfeldeinlauf: 17:59,3 min, Rang 47
Schwimmen: Wettkampf nicht beendet (DNF)
Springreiten: Wettkampf nicht beendet (DNF)

### Radsport

#### Bahn
Sprint
- Raymond Robinson
1. Runde: ausgeschieden in Lauf 8 (Rang 2)
1. Runde, Hoffnungslauf: in Lauf 4 (Rang 1) für das Viertelfinale qualifiziert, 12,3 s
Viertelfinale: ausgeschieden in Lauf 1 (Rang 2)
Viertelfinale, Hoffnungslauf: in Lauf 1 (Rang 1) für das Halbfinale qualifiziert, 11,8 s
Halbfinale: ausgeschieden in Lauf 1 (Rang 2)
Halbfinale, Hoffnungslauf: ausgeschieden (Rang 3)
Gesamtrang 5

1000 m Zeitfahren
- Raymond Robinson
Finale: 1:13,0 min
Rang 3

Tandem
- Raymond Robinson und Tommy Shardelow
1. Runde: in Lauf 1 (Rang 1) für das Viertelfinale qualifiziert, 10,6 s
Viertelfinale: in Lauf 4 (Rang 1) für das Halbfinale qualifiziert, 10,5 s
Halbfinale: in Lauf 2 (Rang 1) für das Finale qualifiziert
Finale: gegen Australien unterlegen
Rang 2

4000 m Mannschaftsverfolgung
- George Estman, Robert Fowler, Tommy Shardelow und Jimmy Swift
Qualifikationsrunde: 4:53,8 min, Rang 4, für Viertelfinale qualifiziert
Viertelfinale: in Lauf 4 (Rang 1) für Halbfinale qualifiziert, 4:50,6 min
Halbfinale: in Lauf 2 (Rang 1) für Finale qualifiziert, 4:41,2 min
Finale: gegen Italien unterlegen, 4:53,6 min
Rang 2

#### Straßenrennen
Einzelwertung (190,4 km)
- George Estman
Rennen nicht beendet (DNF)

- Robert Fowler
Rennen nicht beendet (DNF)

- Jimmy Swift
Rennen nicht beendet (DNF)

Mannschaftswertung (190,4 km)
- George Estman, Robert Fowler und Jimmy Swift
Rennen nicht beendet (DNF)

### Ringen
Freistil
Fliegengewicht (bis 52 kg)
- Louis Baise
ausgeschieden nach Runde 4 mit sieben Minuspunkten, Rang 6
1. Runde: gegen Rodolfo Dávila aus Mexiko gewonnen (3:0)
2. Runde: gegen Mahmoud Mollaghasemi aus dem Iran verloren (Schultersieg des Gegners)
3. Runde: kampflos weiter
4. Runde: gegen Yūshū Kitano aus Japan verloren (Schultersieg des Gegners)

Leichtgewicht (bis 67 kg)
- Godfrey Pienaar
ausgeschieden nach Runde 4 mit sieben Minuspunkten
1. Runde: kampflos gewonnen
2. Runde: gegen Tevfik Yüce aus der Türkei verloren (0:3)
3. Runde: gegen Paul Besson aus der Schweiz verloren (3:0)
4. Runde: gegen Risto Talosela aus Finnland verloren (0:3)

Weltergewicht (bis 73 kg)
- Cyril Martin
ausgeschieden nach Runde 3 mit sieben Minuspunkten
1. Runde: gegen Vladislav Sekal aus der Tschechoslowakei gewonnen (3:0)
2. Runde: gegen Mohamed Hassan Moussa aus Ägypten verloren (Schultersieg des Gegners)
3. Runde: gegen Tsugio Yamazaki aus Japan verloren (1:2)

Mittelgewicht (bis 79 kg)
- Calie Reitz
ausgeschieden nach Runde 4 mit sieben Minuspunkte, Rang 6
1. Runde: gegen Pio Chirinos aus Venezuela gewonnen (Schultersieg)
2. Runde: gegen Felix Neuhaus aus der Schweiz gewonnen (3:0)
3. Runde: gegen Haydar Zafer aus der Türkei verloren (0:3)
4. Runde: gegen György Gurics aus Ungarn verloren (1:2)

Halbschwergewicht (bis 87 kg)
- Jacob Theron
ausgeschieden nach Runde 3 mit fünf Minuspunkten, Rang 6
1. Runde: gegen Shirang Jadav aus Indien gewonnen (2:1)
2. Runde: gegen Robert Steckle aus Kanada gewonnen (3:0)
3. Runde: gegen Adil Atan aus der Türkei verloren (Schultersieg des Gegners)

### Rudern
Einer
- Ian Stephen
Vorläufe: in Lauf 1 (Rang 2) in das Halbfinale eingezogen, 7:47,7 min
Halbfinale: in Lauf 2 (Rang 3) gescheitert, 8:02,3 min
Halbfinale, Hoffnungslauf: in Lauf 3 (Rang 1) für das Finale qualifiziert, 7:38,6 min
Finale: 8:31,4 min, Rang 5

Vierer ohne Steuermann
- Donald Dyke-Wells, Damian Nichol, Christopher Veitch und John Webb
Vorläufe: gescheitert in Lauf 3 (Rang 4), 6:53,3 min
Vorläufe, Hoffnungslauf: ausgeschieden in Lauf 1 (Rang 3), 7:00,4 min

### Schießen
Kleinkaliber liegend
- William Murless
Finale: 393 Punkte, 18 Mitteltreffer, Rang 34
1. Runde: 98 Punkte, Rang 31
2. Runde: 99 Punkte, Rang 16
3. Runde: 96 Punkte, Rang 50
4. Runde: 100 Punkte, Rang 1

### Schwimmen

#### Frauen
100 m Freistil
- Joan Harrison
Vorläufe: in Lauf 4 (Rang 1) durchgesetzt, 1:06,5 min
Halbfinale: in Lauf 2 (Rang 1) durchgesetzt, 1:07,2 min
Finale: 1:07,1 min, Rang 4

400 m Freistil
- Joan Harrison
Vorläufe: in Lauf 4 (Rang 3) durchgesetzt, 5:21,8 min
Halbfinale: ausgeschieden in Lauf 1 (Rang 5), 5:23,1 min

100 m Rücken
- Joan Harrison
Vorläufe: in Lauf 3 (Rang 1) durchgesetzt, 1:14,7 min
Finale: 1:14,3 min, Rang 1

#### Männer
100 m Freistil
- John Durr
Vorläufe: in Lauf 3 (Rang 4) durchgesetzt, 1:00,0 min
Halbfinale: ausgeschieden in Lauf 2 (Rang 6), 1:00,2 min

- Dennis Ford
Vorläufe: ausgeschieden in Lauf 8 (Rang 4), 1:01,3 min

400 m Freistil
- Peter Duncan
Vorläufe: in Lauf 8 (Rang 2) durchgesetzt, 4:44,0 min
Halbfinale: in Lauf 3 (Rang 2) durchgesetzt, 4:41,7 min,
Finale:4:37,9 min, Rang 4

- Dennis Ford
Vorläufe: in Lauf 3 (Rang 2) durchgesetzt, 4:50,2 min
Halbfinale: ausgeschieden in Lauf 2 (Rang 5), 4:53,6 min

- Graham Johnston
Vorläufe: in Lauf 4 (Rang 2) durchgesetzt, 4:52,3 min
Halbfinale: ausgeschieden in Lauf 1 (Rang 5), 4:45,5 min

1500 m Freistil
- Peter Duncan
Vorläufe: in Lauf 6 (Rang 1) durchgesetzt, 19:03,5 min
Finale: 19:12,1 min, Rang 7

- Dennis Ford
Vorläufe: ausgeschieden in Lauf 5 (Rang 3), 19:27,6 min

- Graham Johnston
Vorläufe: ausgeschieden in Lauf 1 (Rang 5), 19:27,1 min

100 m Rücken
- Nicolaas Meiring
Vorläufe: in Lauf 4 (Rang 2) durchgesetzt, 1:08,5 min
Halbfinale: in Lauf 2 (Rang 3) durchgesetzt, 1:07,6 min
Finale: 1:08,3 min, Rang 8

4 × 200 m Freistil
- Peter Duncan, John Durr, Dennis Ford und Graham Johnston
Vorläufe: in Lauf 2 (Rang 3) durchgesetzt, 8:58,7 min (Graham Johnston 2:15,3 min, Dennis Ford 2:14,0 min, John Durr 2:17,7 min, Peter Duncan 2:11, 7 min)
Finale: 8:55,1 min, Rang 7 (Graham Johnston 2:14,7 min, Dennis Ford 2:14,7 min, John Durr 2:15,6 min, Peter Duncan 2:10,1 min)

### Segeln
Finn-Dinghy
- Hellmut Stauch
Finale: 3130 Punkte, Rang 16
1. Rennen: 0469 Punkte, 1:24:17 h, Rang 12
2. Rennen: 1071 Punkte, 1:47:20 h, Rang 03
3. Rennen: 0247 Punkte, 1:30:24 h, Rang 20
4. Rennen: 0594 Punkte, 1:22:14 h, Rang 09
5. Rennen: 0269 Punkte, 1:33:12 h, Rang 19
6. Rennen: 0293 Punkte, 1:27:51 h, Rang 18
7. Rennen: 0434 Punkte, 1:29:00 h, Rang 13

5,5-m-R-Klasse
- Eric Beningfield, Joseph Ellis-Brown und Noel Horsfield
Finale: 3338 Punkte, Rang 7
1. Rennen: 226 Punkte, 2:44:27 h, Rang 12
2. Rennen: 191 Punkte, 3:30:56 h, Rang 13
3. Rennen: 828 Punkte, 2:37:35 h, Rang 03
4. Rennen: 527 Punkte, 3:02:39 h, Rang 06
5. Rennen: 527 Punkte, 3:02:24 h, Rang 06
6. Rennen: 828 Punkte, 2:48:53 h, Rang 03
7. Rennen: 402 Punkte, 3:28:02 h, Rang 08

### Turnen
Einzelmehrkampf
- Ronnie Lombard
Finale: 94,55 Punkte (47,80 Punkte Pflicht – 46,75 Punkte Kür), Rang 139
Barren: 15,05 Punkte (8,05 Punkte Pflicht – 7,00 Punkte Kür), Rang 163
Bodenturnen: 14,80 Punkte (7,80 Punkte Pflicht – 7,00 Punkte Kür), Rang 164
Pferdesprung: 17,95 Punkte (9,05 Punkte Pflicht – 8,90 Punkte Kür), Rang 98
Reck: 17,00 Punkte (8,40 Punkte Pflicht – 8,60 Punkte Kür), Rang 98
Ringe: 14,70 Punkte (6,70 Punkte Pflicht – 8,00 Punkte Kür), Rang 163
Seitpferd: 15,05 Punkte (7,80 Punkte Pflicht – 7,25 Punkte Kür), Rang 129

- John Wells
Finale: 85,90 Punkte (42,50 Punkte Pflicht – 43,40 Punkte Kür), Rang 169
Barren: 13,25 Punkte (7,70 Punkte Pflicht – 5,55 Punkte Kür), Rang 173
Bodenturnen: 14,75 Punkte (5,50 Punkte Pflicht – 9,25 Punkte Kür), Rang 166
Pferdesprung: 18,15 Punkte (7,05 Punkte Pflicht – 11,10 Punkte Kür), Rang 79
Reck: 12,55 Punkte (7,60 Punkte Pflicht – 4,95 Punkte Kür), Rang 166
Ringe: 15,65 Punkte (7,65 Punkte Pflicht – 8,00 Punkte Kür), Rang 147
Seitpferd: 11,55 Punkte (7,00 Punkte Pflicht – 4,55 Punkte Kür), Rang 168

- Rolf Yelseth
Finale: 85,65 Punkte (45,70 Punkte Pflicht – 39,95 Punkte Kür), Rang 171
Barren: 15,20 Punkte (8,25 Punkte Pflicht – 6,95 Punkte Kür), Rang 161
Bodenturnen: 12,25 Punkte (7,70 Punkte Pflicht – 4,55 Punkte Kür), Rang 177
Pferdesprung: 14,40 Punkte (9,10 Punkte Pflicht – 5,30 Punkte Kür), Rang 174
Reck: 15,40 Punkte (6,45 Punkte Pflicht – 8,95 Punkte Kür), Rang 141
Ringe: 16,15 Punkte (7,40 Punkte Pflicht – 8,75 Punkte Kür), Rang 127
Seitpferd: 12,25 Punkte (6,80 Punkte Pflicht – 5,45 Punkte Kür), Rang 162

### Wasserball
Herren-Turnier, Gesamtrang 9
- William Aucamp, Desmond Cohen, Gerald Goddard, Johnnie van Gent, Douglas Melville, Ronald Meredith, Dennis Pappas und Solomon Yach
1. Qualifikationsrunde: 5:6-Niederlage gegen Belgien
2. Qualifikationsrunde: 4:0-Sieg gegen Mexiko
Vorrunde, Gruppe D
1:3-Niederlage gegen Spanien
0:4-Niederlage gegen Belgien
9:2-Sieg gegen Brasilien

### Wasserspringen
Kunstspringen 3 m
- Willie Welgemoed
Finale: 61,64 Punkte, Rang 22
1. Sprung: 10,20 Punkte, Rang 21
2. Sprung: 10,54 Punkte, Rang 12
3. Sprung: 08,74 Punkte, Rang 31
4. Sprung: 07,56 Punkte, Rang 28
5. Sprung: 10,92 Punkte, Rang 23
6. Sprung: 13,68 Punkte, Rang 09